# Ladislau Lovrenschi
Ladislau Lovrenschi, né le 21 juin 1932 à Timișoara et mort en 2011, est un rameur d'aviron roumain.

## Carrière
Ladislau Lovrenschi participe aux Jeux olympiques de 1972 à Munich et remporte la médaille de bronze avec le deux barré roumain composé de Petre Ceapura et Ștefan Tudor. Aux Jeux olympiques de 1988 à Séoul, il est médaillé d'argent en quatre barré.
Il obtient aussi l'or en deux barré aux Championnats du monde d'aviron 1970 et le bronze en quatre barré aux Championnats d'Europe d'aviron 1967.